# Módulo de cisalhamento
Em ciência dos materiais, o módulo de cisalhamento de um material, também conhecido por módulo de Coulomb,  módulo de rigidez ou módulo de torção, ou  módulo de elasticidade transversal é definido como a razão entre a tensão de cisalhamento aplicada ao corpo e a sua deformação específica, mais especificamente, a distorção no plano:
Onde {\displaystyle G} é o módulo de cisalhamento em {\displaystyle Pa} (Pascal), {\displaystyle \tau _{ij}}, também em {\displaystyle Pa} (Pascal), é a tensão de cisalhamento no plano definido pelas direções {\displaystyle {\widehat {i}}} ortonormais {\displaystyle {\widehat {j}}}, {\displaystyle \gamma _{ij}} (adimensional) é a distorção mesmo plano. Em regime elástico, o módulo de cisalhamento é cosntante.
A tensão de cisalhamento relaciona-se com uma força aplicada paralelamente a uma superfície, com o objetivo de causar o deslizamento de planos paralelos uns em relação aos outros.
O módulo de cisalhamento pode ser medido com o auxílio de uma Balança de Torção, através da relação:
onde {\displaystyle K} é a constante de torção da balança (adimensional), {\displaystyle L} o comprimento do fio ({\displaystyle mm}), e {\displaystyle R} o raio do fio ({\displaystyle mm}).
Na condição de material isotrópico o módulo de cisalhamento ({\displaystyle G}) se relaciona com o módulo de Young ({\displaystyle E}) e o coeficiente de Poisson ({\displaystyle \nu }) pela seguinte equação:
Sendo o coeficiente de Poisson adimensional e o módulo de Young dado em Pa.
Para a maioria dos metais que possuem coeficiente de Poisson de 0,25, {\displaystyle G} equivale a aproximadamente 0,4E; desta forma, se o valor de um dos módulos for conhecido, o outro pode ser estimado 

## Valores típicos

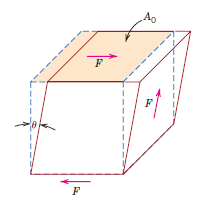
Representação esquemática da deformação de cisalhamento.

A seguinte tabela apresenta o valor típico do módulo de cisalhamento para materiais isotrópicos selecionados sob condição de temperatura ambiente:
| Material    | Módulo de cisalhamento (GPa) |
| ----------- | ---------------------------- |
| Aço         | 75,8                         |
| Cobre       | 63,4                         |
| Titânio     | 41,4                         |
| Vidro       | 26,2                         |
| Alumínio    | 25,5                         |
| Polietileno | 0,117                        |
| Borracha    | 0,0003                       |